# Нассо-авеню (линия Кросстаун, Ай-эн-ди)
|   |   |   |   |
| · | · | · | · |

|   |   |   |   |
| · | · | · | · |

«Нассо-авеню» (англ. Nassau Avenue) — станция Нью-Йоркского метрополитена, расположенная на линии Кросстаун, Ай-эн-ди. Станция находится на пересечении Гринпойнт-авеню и Манхеттен-авеню в округе Гринпойнт, Бруклин. На станции останавливается маршрут G (круглосуточно).

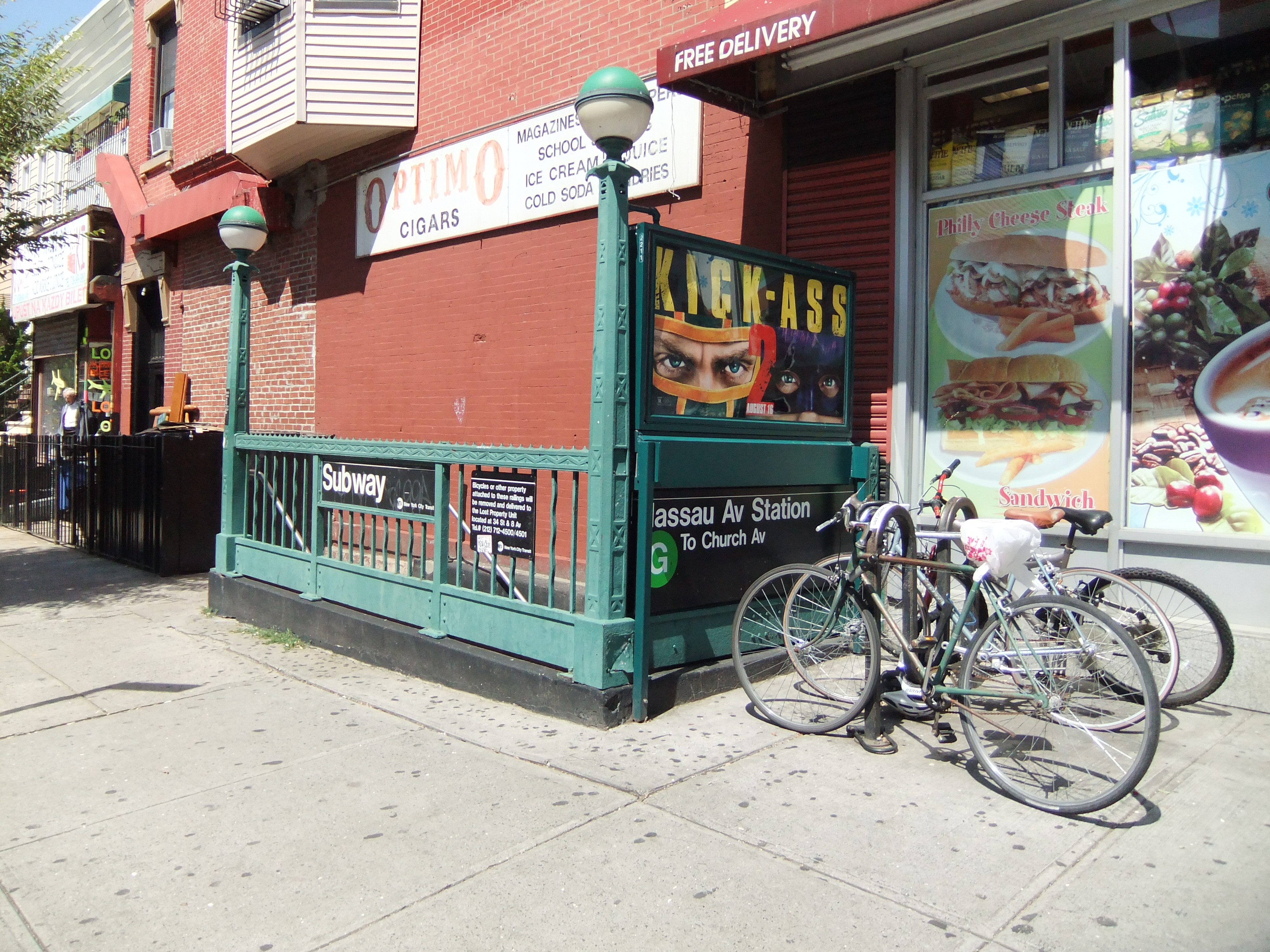
Лестница с местами для стоянки велосипедов

Станция была открыта 19 августа 1933 года в составе первой очереди IND Crosstown Line. До 1 июля 1937 года (то есть чуть меньше четырёх лет) станция была южной конечной на линии.
Станция представлена двумя боковыми платформами и двумя путями между ними. Стены покрыты белой плиткой с типичной для этой линии тёмно-зелёной линией. Также имеются мозаики с полным названием станции. Также под декоративной линией есть маленькие чёрные мозаики с сокращённым названием станции "NASSAU", выполненным белыми буквами. Колонны станции окрашены в зелёный цвет, и на них также имеется название станции в виде чёрных табличек.
Круглосуточный выход со станции находится в южном её конце. Над станцией имеется мезонин во всю её длину. В него можно попасть с каждой платформы по лестнице. Из мезонина выходят две лестницы в западные углы перекрёстка Манхеттен-авеню и Нассау-авеню. На стенах имеются указатели в виде белых мозаик на зелёном фоне. В северных концах обеих платформ имеются полноростовые турникеты.